# Voọc Hà Tĩnh
Voọc Hà Tĩnh, Voọc đen Hà Tĩnh hay Voọc gáy trắng (tên khoa học Trachypithecus hatinhensis)  được tìm thấy trong các khu rừng núi đá vôi thuộc tỉnh Quảng Bình. Một cuộc khảo sát gần đây đã phát hiện một quần thể voọc Hà Tĩnh sống ở tỉnh Quảng Trị. Tuy được đặt tên là voọc Hà Tĩnh nhưng loài này không phân bố tại tỉnh Hà Tĩnh.
Người dân tộc Vân Kiều gọi loài này là 'con cung' nghĩa là 'loài khỉ đen đuôi dài sống trong hang đá' . Loài này khá gần với loài voọc đen má trắng (T. francoisi), nhưng sọc trắng của nó kéo dài từ tai đến gáy 
Loài động vật này sống theo từng đàn từ 2 đến 15 cá thể, nhưng cũng gặp những nhóm tới 30 cá thể 

## Phân bố
Voọc Hà Tĩnh sinh sống ở các vùng có núi đá vôi ở Bắc Trung Bộ Việt Nam, thuộc phía tây tỉnh Hà Tĩnh, Quảng Bình và Quảng Trị và ở phía đông CHDCND Lào, ở phía đông tỉnh Khammuane và tỉnh Savannakhet. Loài này có thể phân bố trùng vớiTrachypithecus laotum ở tỉnh thứ hai. Giới hạn phía tây của phạm vi loài ở CHDCND Lào là ở phía tây của huyện Yommalath, khoảng 20 km về phía đông từ huyện Thakhek của tỉnh Khammouane và giới hạn phía nam của phạm vi loài là trong Khu bảo tồn quốc gia Phou Xang He ở Savannakhet ở địa bàn tỉnh. Tại Việt Nam, nó được xác nhận từ các huyện Tuyên Hóa, Minh Hóa, Thạch Hóa, Bố Trạch, Lệ Thủy và Quảng Ninh thuộc tỉnh Quảng Bình. Bắc Hướng Hóa ở tỉnh Quảng Trị và Khu bảo tồn thiên nhiên Kẻ Gỗ ở tỉnh Hà Tĩnh (Trần Hữu Vỹ 2013). Vùng chồng lấn của T. hatinhensis với T. laotum hiện chưa được xác định rõ.